# لوكا دي دوماناساس
لوكا دي دوماناساس (بالإيطالية: Luca De Dominicis)‏ هو ممثل إيطالي، ولد في 5 يوليو 1973 بروما في إيطاليا.

## أعمال

### أفلام
- (2004) آلام المسيح[1][2][3]

## وصلات خارجية
- لوكا دي دوماناساس على موقع IMDb (الإنجليزية)
- لوكا دي دوماناساس على موقع قاعدة بيانات الفيلم (الإنجليزية)